# 中國大陸供給港澳物資
中國大陸向香港和澳門供輸资源和食品，包括鮮蔬菜、水果、肉、蛋和淡水、電、天然氣等等。在中華人民共和國時期，以铁路运输鲜活食品的「三趟快車」自1962年3月20日至2010年，每日開行，從武漢、鄭州、上海或長沙出發，經停深圳檢疫，運抵香港。后「三趟快車」概念延伸至所有供给香港、澳門的物资。而「特供」指以達到合格入境安全標準食物供應兩地，後延伸至與港澳之經濟交流行為，在價格上、質素上並無差別。

## 历史

### 水资源
20世纪中期，当时的英國屬地香港因天旱极度缺水，於是中華人民共和國主動提出為香港提供水資源。最终，经周恩来批准，深圳修建水库，并于1960年建成。於1960年1月深圳水庫仍興建時，廣東主動向香港政府提出向香港供水的建議，港府原對供水有疑慮，擔心中華人民共和國會於日後威脅停止供水以及以之作政治宣傳，此問題更引起美國關注，美國更曾提出財政援助香港發展海水化淡以免於食水問題上受中華人民共和國牽制。最後於同年11月，当时的香港政府与中华人民共和国政府达成协议，每年购买中華人民共和國2300万立方米水资源，后于1965年增加至不少于6820万立方米。又于1976年达到1.68亿立方米，和于1987年达到6.2亿立方米。到1990年代香港工业北移，由于协议里没有弹性供水，这导致东江供水过剩，耗费港府逾数十亿计。
1998年，港府提供23.64亿免息贷款给广东省兴建达47亿元人民币的密封式供水管道，以解决长期困扰珠三角民众及香港居民的东江水污染问题。虽然广东省同意在合约未结束前减少东江供水，但单是1998年至2003年期间，香港还要把值30亿港元的东江水排入大海。到2006年广东省首次订定弹性并切合实际需要的供水安排，这才得到改善。2008年，广东省和香港初步议定东江水价接近30亿元，这意味着未经处理的供港东江水（原水）比深圳居民使用的自来水价格还高。情况相近的新加坡由马来西亚购买原水的价格，更只是东江水价的一成。向香港供水更成為廣東一個利潤豐厚的收入來源，其利潤高達5成，而2011年9月維基解密曾公開美國駐港總領事館有關一份名為「Hong Kong Water Security: Reducing Dependence On Guangdong」（香港供水安全：減少依賴廣東）的電文，當中透露於2009年廣東省嚴重旱災期間，香港曾提出透過減少輸港供水以助紓緩旱情，以解廣東燃眉之急，但遭廣東拒絕，電文中指出各方認為這與有關方面關心能否確保全面落實高達30億元的供水協議。

### 食品
由于香港自然資源貧乏，食物向來依賴進口，尤其是中国内地的进口。据估计，目前香港来自内地的鲜活牛羊供应量近100%，生猪供应量99.8%，以及蔬菜供应量60%。50年代，内地的活畜、生鲜食品靠卡车运抵香港，但残次率极高，这导致买方拒收的后果。如果能保证农副产品稳定供港，香港农产品销售商便肯出更高价钱。另一方面，当时面临西方封锁，中華人民共和國极需外汇但无法向歐美出口，出口到香港便成为外汇收入的重要来源。
相對而言，香港亦是中國內地農產品其中一個主要出口的市場，1992年對香港的出口量佔中國內地農產品總出口的25.3%，為中國內地最大的農產品出口市場，儘管近年對香港的出口量佔中國內地農產品總出口的比例下降，但仍僅次於日本為第二大市場，此為中國內地提供可觀利潤。近年中國內地的食品危機使各國對中國內地食品失去信心，中國內地更倚重香港作傾銷市場。
香港立法會議員何俊賢（漁農界／民建聯）認爲，「三趟快車」政策衝擊香港農業，引致部份農地荒廢。

### 能源
廣東大亞灣核電站，由廣東核電合營有限公司擁有，是中國內地首座大型的商用核電站，主要由香港方注資，採用法國核技術和英國的汽輪機發電機設備，總裝機容量達1,968兆瓦，自1994年展開商業運行以來，每年發電量一般超過140億度，其中70%電力供應香港，其餘30%供廣東省使用。
香港核電投資有限公司（港核投）於1983年成立，是廣東核電合營有限公司的投資者之一。核電站的管理及營運工作，由大亞灣核電運營管理有限責任公司（運營公司）負責。港核投以及運營公司分別是中電控股（中電）的附屬公司及投資項目。中電有權委任適當人選擔任大亞灣核電站及運營公司的一些重要經理級職位，以確保核電站的運作及管理達至國際運行水平。

## 立場

### 支持
支持者形容這種經濟上互惠互利的交易行為為「特供」，他們认为「要不是中央照顧你們，香港早就完蛋了」、「敢斷我們的奶，就斷他們的水」。有廣東省政協港區委員聲言，若果沒有共產黨，香港連水也沒得喝。

### 反對

#### 食品輸出方面
反對者對食品輸出香港的行為為“一国两猪”，認為「出口香港的食品能保证安全而内地的食品却不能保证，说明监管部门不负责任。」 亦有人认为这是中华人民共和国政府的垄断行为，使食品信息缺乏公开性。

## 食品安全问题
在1998年5月，有部分香港居民和广东省居民在食用猪肺汤后中毒后，特供香港食品曾经遭受抵制。

## 另見
- 五豐行